# Lac Villebon
Lac Villebon är en sjö i Kanada.   Den ligger i regionen Abitibi-Témiscamingue och provinsen Québec, i den sydöstra delen av landet, 300 km norr om huvudstaden Ottawa. Lac Villebon ligger 321 meter över havet. Arean är 21,0 kvadratkilometer. Den sträcker sig 8,8 kilometer i nord-sydlig riktning, och 8,4 kilometer i öst-västlig riktning.
I omgivningarna runt Lac Villebon växer i huvudsak blandskog. Trakten runt Lac Villebon är nära nog obefolkad, med mindre än två invånare per kvadratkilometer.